# Joan Jara
Pour les articles homonymes, voir Jara.
Joan Turner de Jara, mieux connue sous le nom de Joan Jara, née Joan Alison Turner à Londres le 20 juillet 1927 et morte le 12 novembre 2023 à Santiago, est une danseuse et activiste politique britannique, naturalisée chilienne et reconnue par l'Académie chilienne des beaux-arts pour sa contribution au développement de la danse.
Elle est la fondatrice de la Fondation Víctor Jara, qui fut son son mari, et a joué un rôle important, tant au niveau universitaire que populaire, dans la diffusion de la danse au Chili. En 2009, elle reçoit la nationalité chilienne par grâce, en reconnaissance de sa contribution à la culture, de son parcours et de sa lutte pour le retour à la démocratie après la dictature militaire qu'a connue le Chili entre 1973 et 1990.

## Biographie

### Débuts dans la danse et arrivée au Chili
Son intérêt pour la danse commence en juillet 1944, lorsque sa mère l'emmène au Haymarket Theatre voir la compagnie de danse moderne des Ballets Jooss et leur chorégraphie La Table verte de Kurt Jooss.
L'année suivante, les Ballets Jooss reviennent à Londres : Joan se faufile plusieurs fois dans le théâtre non seulement pour voir l’œuvre plusieurs fois, mais également pour parler avec Kurt Jooss. Celui-ci explique que le Ballet a dû fermer son école, mais qu'elle peut passer une audition avec lui ; ce qu'elle fait. Kurt lui conseille de se former professionnellement et lui dit qu'il l'imagine faire partie de la compagnie dans le futur[réf. nécessaire].
En 1947, elle intègre l'école de danse de Sigurd Leeder qui a ouvert récemment, abandonnant la bourse qu'elle a reçue pour étudier l'histoire à l'université de Londres. En janvier 1951, après trois ans d'études, elle intègre les Ballets Jooss en Allemagne, ce qui lui permet alors de parcourir une grande partie de l'Europe, avec des représentations en Allemagne de l'Ouest, Belgique, Suisse,Angleterre, Écosse, Irlande et aux Pays-Bas.
Au sein de la compagnie, elle rencontre le chorégraphe, danseur et acteur chilien Patricio Bunster, qu’elle épouse en octobre 1953. Patricio se rend au Chili en mars 1954, et elle le rejoint quatre mois plus tard, pour un voyage qui aura duré six semaines. Joan se surprend à conserver son nom de jeune fille et elle se fait appeler dorénavant « Joan Turner Roberts de Bunster », formulation qui assimile la femme à une propriété du mari.
Au Chili, elle intègre par concours le ballet national comme danseuse, puis plus tard également comme chorégraphe. Elle est aussi professeure à l'université du Chili[réf. nécessaire].

### Mariage avec Víctor Jara
Après la naissance de leur fille Manuela en 1960, le couple se sépare et elle épouse en secondes noces le jeune directeur de théâtre (et par la suite chanteur) Víctor Jara. Son nouvel époux aura une participation politique décisive, sa musique se convertissant en symbole du gouvernement de Salvador Allende. De son mariage avec Víctor naît sa seconde fille, Amanda[réf. nécessaire].
Pendant le coup d’État d'Augusto Pinochet contre le président Salvador Allende, le 11 septembre 1973, Víctor Jara est arrêté. Il est emmené au stade Chili, où il reste plusieurs jours. Selon de nombreux témoignages, il est torturé pendant des heures, reçoit des coups sur les mains avec la crosse d'un revolver jusqu'à les lui briser, et est criblé de balles le 16 septembre. Son cadavre est retrouvé le 19 septembre. Joan doit effectuer la reconnaissance du corps et, après l'enterrement, doit s'exiler avec ses deux filles.

### Exil et activisme

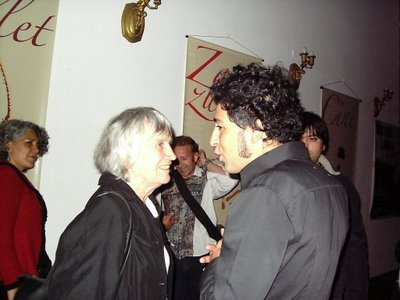
Joan Jara et Manuel García, qui a joué le rôle de vocaliste dans l’œuvre Vìctor Jara Sinfónico, présentée et enregistrée les 10 et 11 novembre 2006 au théâtre de la Udec à Concepción, au Chili.

Joan part en exil en Grande-Bretagne avec ses deux filles. À Londres, elle arrête de s'appeler Joan Turner de Jara, et adopte le nom de Joan Jara que lui ont assigné les autorités britanniques[réf. nécessaire].
Elle devient une activiste contre la dictature militaire chilienne, et pendant de longues années se bat pour que la justice chilienne éclaircisse les circonstances de la mort de Víctor Jara. Il y a cependant peu d'avancées, alors même qu'en 2009 le dossier est réactivé par l'arrestation de l'auteur « matériel » (mais pas « intellectuel ») du crime[réf. nécessaire].
Elle ne revient au Chili qu'au milieu des années 1980. À son retour, elle crée le centre de danse Espiral, qui sera fondamental dans la formation de plusieurs générations de danseuses et chorégraphes, et poursuit la lutte pour faire la lumière sur l'assassinat de son mari. En 1993, elle crée la Fondation Víctor Jara, qui cherche à diffuser et à promouvoir l'héritage de l'artiste.
Le 3 mars 2009, la Chambre des députés, puis le 5 mai le Sénat du Chili, votent une résolution lui accordant la « nationalité par grâce ». En juin, la présidente de la République, Michelle Bachelet, lui délivre officiellement la nationalité chilienne.
En 2013, le juge chilien Miguel Vásquez détermine que Víctor Jara est mort le 16 septembre 1973 à cause d'« au moins 44 impacts de balles », selon l'autopsie. Les recherches judiciaires indiquent que l'homme qui a appuyé sur la détente est un certain Barrientos, lieutenant de l'armée[réf. nécessaire].
Le 27 juin 2016, un tribunal fédéral d'Orlando, aux États-Unis, juge l'ex-militaire chilien Pedro Barrientos, naturalisé américain, coupable de torture et d'assassinat extrajudiciaire de Víctor Jara. L'ancien militaire est condamné par le jury à payer des dommages et intérêts de 28 millions de dollars à la famille. Le jugement civil a commencé avec la plainte déposée par Joan Turner Jara et ses deux filles, Manuela Bunster et Amanda Jara. Cette plainte est présentée en 2013 par le Centre de Justice et Responsabilité (CJA), dont le siège est à San Francisco.

## Œuvres

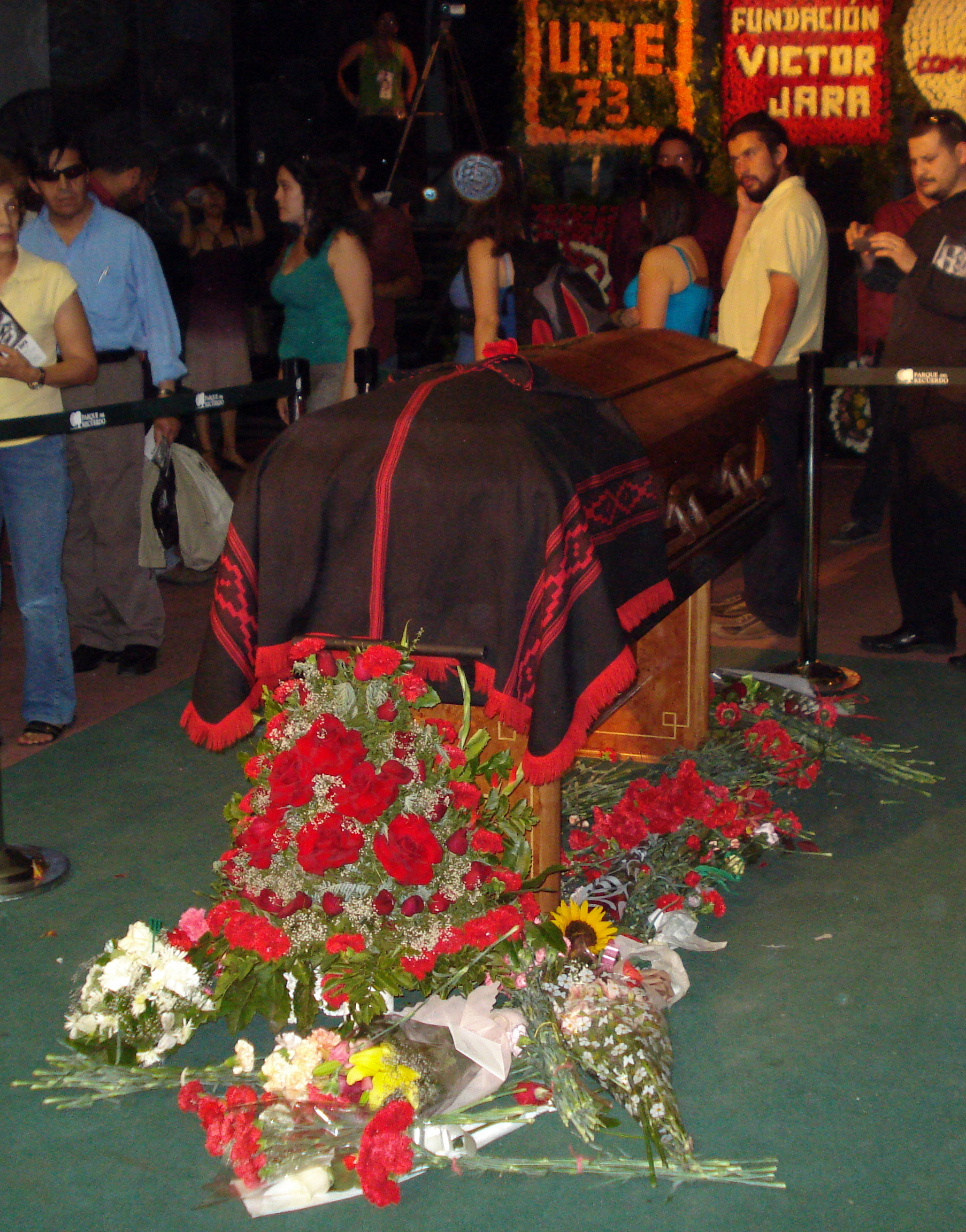
Veillée funèbre de Víctor Jara, réalisé en décembre 2009 dans le « Galpón Víctor Jara ».

- En 1983, elle publie Víctor Jara, un canto truncado.
- Pendant son premier séjour au Chili, elle crée le « Ballet populaire » avec un groupe de danseurs professionnels du Ballet national chilien. La mission du « Ballet populaire » était la diffusion de la danse dans les secteurs ruraux du pays.
- À la fin des années 1960, elle crée au sein de l'Université du Chili le cursus de professeur de danse pour enfants.
- En 1985, à son retour d'exil, elle fonde avec son ex-mari Patricio Bunster le centre de danse Espiral, pour former des professeurs de danse issus de quartiers populaires.
- En 1986, elle fonde le groupe de danse de l'université de Concepción.

## Prix et reconnaissance
- En 1999, elle reçoit le prix de Danse de la municipalité de Santiago[réf. nécessaire]
- En 2000, elle reçoit la reconnaissance de l'université du Chili pour son parcours professionnel et son apport à la danse[réf. nécessaire]
- En 2004, lors de la Journée internationale de la danse, elle reçoit une distinction de ses pairs au théâtre municipal de Santiago[10]
- En 2010, le chanteur Manuel García lui écrit la chanson Joan, incluse dans l'album S/T[11]
- En 2016, elle reçoit l'Ordre du Mérite artistique et culturel Pablo Neruda[12]
- En 2018, Joan Jara reçoit le prix de l'université de Santiago du Chili pour son engagement pour les droits de l'homme[13]
- En 2019, l'Académie chilienne de beaux-arts lui remet le prix de l'Académie pour son parcours[14]
- En 2021, elle reçoit le prix chilien national des Arts de la Représentation et Audiovisuels[15]